# Vive Viña en TVN
Vive Viña en TVN Fue un programa satélite de entretención y espectáculo, emitido por TVN, en donde una serie de panelistas comentan sobre los últimos acontecimientos del Festival de Viña. Conducido por Claudia Conserva y José Miguel Viñuela.

## Equipo

### Conducción
- Claudia Conserva
- José Miguel Viñuela

### Panelistas
| 2014 - Sergio Riesenberg, periodista y director de televisión - Conty Ganem, periodista - Luis Sandoval. periodista | 2013 - Ignacio Franzani, presentador de televisión. - María Luisa Mayol, actriz. - Miguel Ángel Guzmán, diseñador de moda. - Nicolás Figueroa, periodista. - Paula Escobar, periodista. |

### Noteros
- Roberto Van Cauwelaert, periodista. (2013-2014)
- Gianella Marengo,[3] Modelo. (2013)
- Felipe Camus, notero. (2013-2014)

## Invitados
El programa también tuvo invitados del ámbito artístico, televisivo y musical, algunos de ellos:
| - Nancho Parra - Willy Gaisee - Miguel Ángel Guzmán - Leo Rey - Cecilia - Fernando Larraín - José Antonio Neme - Arturo Longton - Axé Bahía - Paolo Meneguzzi - Luis Dimas - Negro Piñera - Álvaro Salas - Luis Sandoval - Karen Doggenweiler - Raquel Argandoña - Carolina Jorquera - Eyci and Cody - Javiera Acevedo - Jordi Castell - Los Vikings 5 | - La Tigresa del Oriente - La Sonora Palacios - Pancho del Sur - Óscar Gangas - DJ Méndez - Rogelio Reyna - Carolina Varleta - Diego Muñoz - Mariana Loyola - Fabricio Vasconcellos - Karen Doggenweiler - Julián Elfenbein - Stephanie Méndez - Lucía Covarrubias - Alain Soulat - Camila Nash - Jaqueline Gaete |